# Преслав Доброплодни
Преслав Савов Доброплодни е български учител.

## Биография
Роден е на 18 февруари 1857 г. в Шумен. Син е на книжовника и общественик Сава Доброплодни. Учи в Шумен и е музикант в местния оркестър. До Освобождението учи в Киевската семинария. След това завършва Историко-филологическия факултет в Киев. Учител и директор на Казанлъшкото педагогическо училище, а по-късно на училище в София. Умира на 15 януари 1908 г.